# Corea del Norte en los Juegos Olímpicos de Sarajevo 1984
Corea del Norte estuvo representada en los Juegos Olímpicos de Sarajevo 1984 por seis deportistas, tres hombres y tres mujeres, que compitieron en patinaje de velocidad sobre hielo.
El portador de la bandera en la ceremonia de apertura fue el patinador de velocidad Im Ri-Bin. El equipo olímpico norcoreano no obtuvo ninguna medalla en estos Juegos.